# Guillaume de Mandelée
 (juin 2025).
Guillaume de Mandelée, mort vers 1226, est un chevalier croisé, probablement d'origine normande, venu en Terre sainte depuis la Calabre du royaume de Jérusalem. le nom de ses parents ainsi que sa famille sont inconnus.
Il épouse Agnès de Courtenay, fille cadette de Josselin III d'Édesse, comte titulaire d'Edesse, et de son épouse Agnès de Milly, avec qui il a au moins un enfant :
- Jacques de Mandelée, qui succède à son père.

Lorsque Josselin III meurt vers 1200, ses fiefs tombent dans le royaume de Jérusalem. La seigneurie dite « seigneurie Josselin III d'Édesse » revient à sa fille aînée Béatrix et son mari Othon de Botenlauben. Mais dans les années qui suivent, Othon devient endetté et met en gage des parties de la seigneurie à Guillaume. Puis en 1220, Othon vend la seigneurie avec ses onze villages à l'Ordre Teutonique avec le consentement de Guillaume.
Guillaume de Mandelée meurt après 1226.